# Listă de scriitori guatemalezi
Aceasta este o listă de scriitori guatemalezi.

## A
Miguel Ángel Asturias - 